# Ola Rotimi

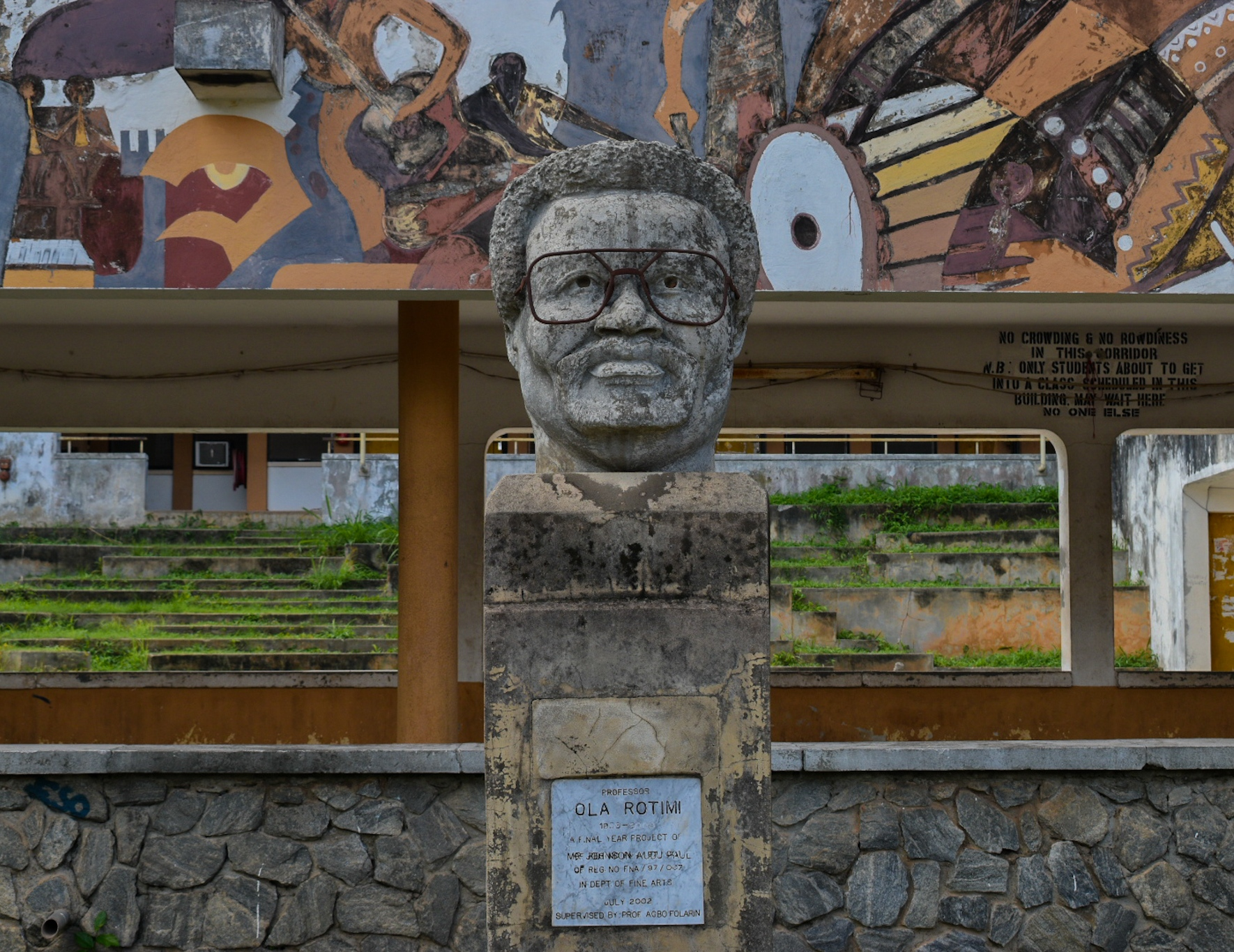
Statue von Ola Rotimi in Ile-Ife

Ola Rotimi (* 13. April 1938 in Sapele; † 18. August 2000 in Ile-Ife) war ein nigerianischer Schriftsteller, der in englischer Sprache schrieb und besonders für seine Theaterstücke bekannt wurde. Daneben verfasste er auch Kurzgeschichten, Hörspiele und literaturwissenschaftliche Abhandlungen.

## Leben
Er wurde als Emmanuel Gladstone Olawale Rotimi geboren; seine Mutter gehörte zum Volk der Ijaw, sein Vater zu den Yoruba. Rotimi studierte zwischen 1959 und 1966 an der Boston University und der Yale University Theaterwissenschaft. Im Anschluss kehrte er nach Nigeria zurück, wo er Professuren an den Universitäten von Port Harcourt und Ile-Ife hatte. Er arbeitete in dieser Zeit auch als Theaterregisseur und inszenierte einige Stücke auch in Deutschland und Italien. 1991 zog er sich aus dem akademischen Betrieb in Nigeria zurück. In den neunziger Jahren lebte er in der Karibik und in den Vereinigten Staaten, wo er zeitweise weitere Lehraufträge innehatte. Im Jahr 2000, kurz vor seinem Tod, zog er erneut nach Nigeria.

## Werk
1963 wurde Rotimis erstes Stück To Stir the God of Iron in Boston uraufgeführt. Als sein bekanntestes Werk gilt The Gods Are Not to Blame, das 1971 erschien und mit dem Preis Arts d’Afrique ausgezeichnet wurde. Es handelt sich dabei um ein im Blankvers verfasstes Drama, das an Sophokles’ König Ödipus angelehnt ist. Anders als die antike Vorlage macht Rotimi dabei nicht die Götter, sondern die Menschen selbst für ihr Leid verantwortlich. Einige seiner weiteren Stücke sind historische Dramen. Ein wiederkehrendes Motiv ist die Machtlosigkeit des Individuums, das sich gegen die Gesellschaft stellt. Häufig angesprochene Probleme sind dabei der Nationalismus und die Notwendigkeit sozialer Reformen. Rotimis Wurzeln werden dabei in der Yoruba-Kultur gesehen, wobei er in seinem Werk bemüht ist, sich mit der Kultur des gesamten Nigeria auseinanderzusetzen.

## Werke
- To Stir the God of Iron (1963)
- Our Husband Has Gone Mad Again (1966)
- The Gods Are Not to Blame (1971)
- Kurunmi: An Historical Tragedy (1971)
- Initiation Into Madness (1973)
- Grip Am (1973)
- Ovonramwen Nogbaisi (1974)
- Akassa Youmi (1977)
- Holding Talks (1979)
- If: A Tragedy of the Ruled (1983)
- Everyone His/Her Own Problem (Hörspiel, 1987)
- Hopes of the Living-Dead (1988)
- African Dramatic Literature: To Be or to Become? (Monografie, 1991)

## Belege
1. ↑  Helen Chukwuma: Eintrag über Ola Rotimi, in: Eugene Benson, L. W. Conolly (Hrsg.): Encyclopedia of Post-Colonial Literatures in English, Routledge: London / New York (1994), Bd. 2, S. 1382f.
2. ↑  Kurzbiografie in der Onlineausgabe der Encyclopedia Britannica, gesehen am 4. Dezember 2009